# Gaenslen-Zeichen
Das Gaenslen-Zeichen (nach dem amerikanischen Chirurgen Frederick Julius Gaenslen (1877–1937)) ist eine diagnostische Methode, eine Entzündung der Fingergrundgelenke (oder der Zehengrundgelenke) mittels eines Handgriffes zu erkennen. Dabei werden die Hand oder der Vorfuß des Patienten im Bereich der Grundgelenke quer zusammengedrückt – ähnlich wie beim normalen Händedruck. Diese Kompression löst bei einem Patienten mit rheumatoider Arthritis starke Schmerzen in den Grundgelenken (Metacarpophalangealgelenken) aus. Deshalb kann für einen Rheumatiker bereits der normale Händedruck zur Begrüßung schmerzhaft sein.
Spezifität und Sensitivität des Gaenslen-Zeichens sind jedoch nicht hoch, es kann aber in der täglichen ärztlichen Routine zur Differentialdiagnose von Gelenkschmerzen (entzündlich oder degenerativ) hilfreich sein.